# 加西インターチェンジ
加西インターチェンジ（かさいインターチェンジ）は兵庫県加西市にある中国自動車道のインターチェンジである。バスストップを併設している。

## 道路
- E2A 中国自動車道（8-1番）

## 接続する道路
- 兵庫県道24号多可北条線

## 料金所
- ブース数:4

### 入口
- ブース数：2
  - ETC専用：1
  - ETC・一般：1

### 出口
- ブース数：2
  - ETC専用：1
  - 一般：1

## 加西インターバスストップ
加西インターバスストップは料金所の外側にある。
アスティアかさい(北条町駅)と大阪間を結ぶバス（中国ハイウェイバス）と加西市コミュニティバスが停車する。

## 歴史
- 1991年(平成3年)3月19日：供用開始。

## 隣
E2A 中国自動車道
(8)滝野社IC/BS - 泉BS - (8-1)加西IC/BS - 北条BS - 加西SA - (9)福崎IC/BS